# Przełaje (miasto)
Przełaje (lit. Perloja), miasteczko na Litwie, w rejonie orańskim. Położone jest nad rzeką Mereczanką. Obecnie miasto zamieszkuje 700 osób.

## Historia
W 1378 roku miasto padło ofiarą najazdu krzyżackiego.
Przełaje położone były w drugiej połowie XVI wieku w powiecie trockim województwa trockiego. 
W 1710 roku podczas epidemii dżumy miasto wyludniło się. W 1792 roku w Przełajach wprowadzono prawo magdeburskie.

Flaga używana przez Republikę Przełojską. (rekonstrukcja)

W chaosie po I wojnie światowej Litwa starała się ustanowić struktury państwowe i obronić się podczas wojny o niepodległość przed wojskami niemieckimi, radzieckimi i polskimi. W listopadzie 1918 roku w takiej sytuacji mieszkańcy założyli samorządny komitet, zwany często Republiką Przełojską (Perlojos respublika), któremu przewodniczy Jonas Česnulevičius, weteran Armii Imperium Rosyjskiego. Republika Przełojska miała własny sąd, policję, więzienie, walutę i „armię” 300 mężczyzn. Po wojnie polsko-litewskiej o Wileńszczyznę miasto znalazło się w strefie neutralnej ustanowionej przez Ligę Narodów. W 1923 strefa została podzielona wzdłuż rzeki Mereczanki. Republika istniała z przerwami do 1923.

## Herb
W 1792 roku miejscowość otrzymała nie tylko prawa miejskie, ale i herb. Na herbie widniał byk i krzyż łaciński nad łbem zwierzęcia. Być może pochodził z herbu Kowna. Historyczny herb został przywrócony w 1993 roku, dzięki niepodległości Litwy od ZSRR.

## Zabytki
- Pomnik wielkiego księcia Witolda z 1930 roku
- Kościół pw. Matki Bożej i św. Franciszka z Asyżu z 1928-1930 roku, projektu Wacława Michniewicza. Wnętrze ozdobione zostało w 1943 roku dekoracją sgraffitową przez Jerzego Hoppena[4].